# 佛兰德的朱迪丝
佛兰德的朱迪丝，加洛林帝国公主，西法兰克王国国王、加洛林帝国皇帝秃头查理之女，母亲是奧爾良的厄門特魯德，朱迪丝曾先后嫁给威塞克斯国王埃塞尔伍尔夫和埃塞尔博尔德及佛兰德伯爵博杜安一世为妻。因与博杜安私奔，秃头查理因此命手下主教将博杜安和朱迪丝开除教籍。为此，博杜安和朱迪丝前往罗马向教皇尼各老一世求情并获准恢复教籍。其子为博杜安二世。